# Cantone di Senlis
Il Cantone di Senlis è una divisione amministrativa dell'arrondissement di Senlis.
A seguito della riforma approvata con decreto del 20 febbraio 2014, che ha avuto attuazione dopo le elezioni dipartimentali del 2015, è passato da 17 a 14 comuni.

## Composizione
I 17 comuni facenti parte prima della riforma del 2014 erano:
- Aumont-en-Halatte
- Avilly-Saint-Léonard
- Barbery
- Chamant
- La Chapelle-en-Serval
- Courteuil
- Montépilloy
- Mont-l'Évêque
- Mortefontaine
- Ognon
- Orry-la-Ville
- Plailly
- Pontarmé
- Senlis
- Thiers-sur-Thève
- Villers-Saint-Frambourg
- Vineuil-Saint-Firmin

Dal 2015 i comuni appartenenti al cantone sono i seguenti 14:
- Aumont-en-Halatte
- Avilly-Saint-Léonard
- Chamant
- La Chapelle-en-Serval
- Courteuil
- Fleurines
- Mont-l'Évêque
- Mortefontaine
- Orry-la-Ville
- Plailly
- Pontarmé
- Senlis
- Thiers-sur-Thève
- Vineuil-Saint-Firmin